# Giovanni Battista Lorenzi (Bildhauer)

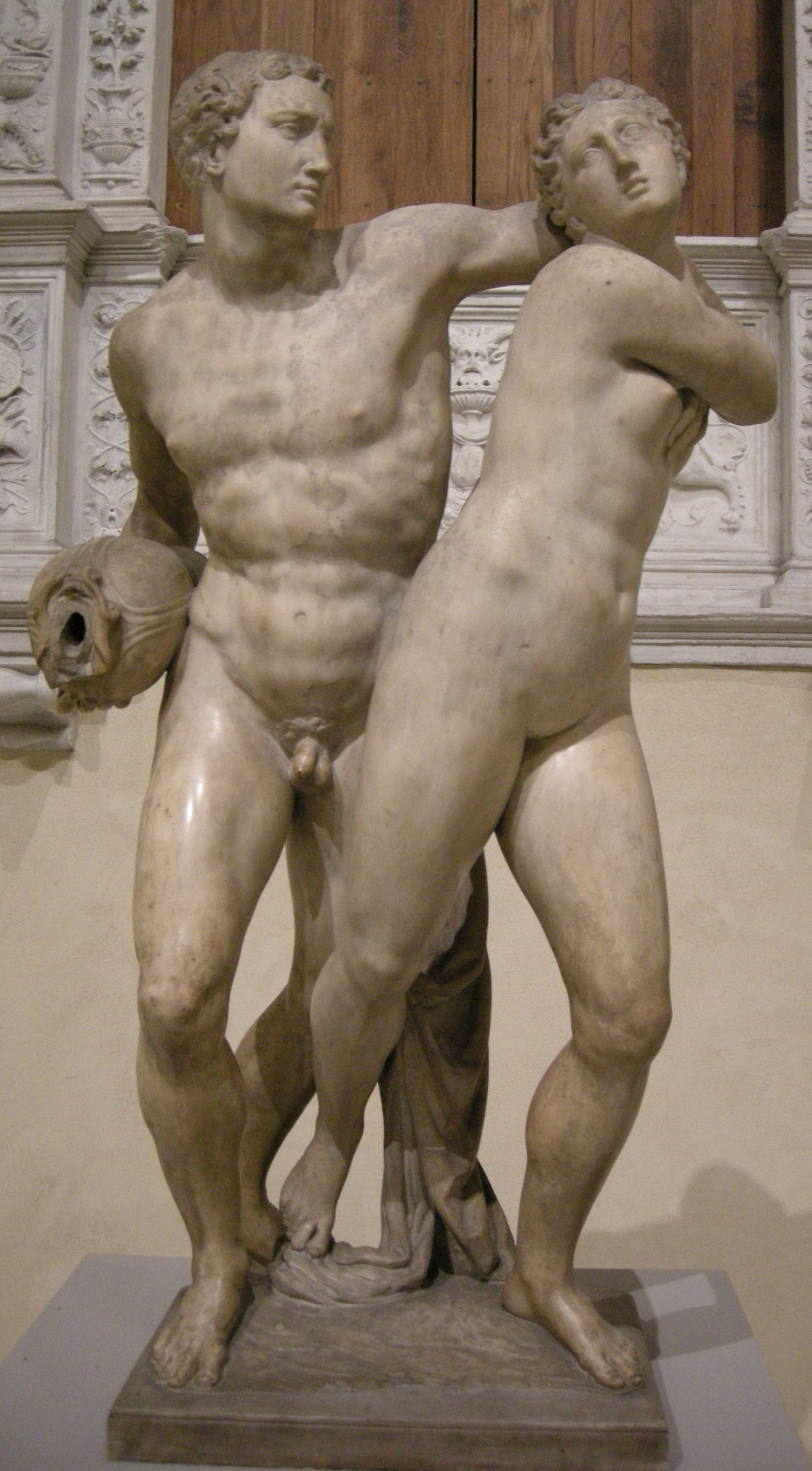
Brunnenfiguren Alpheus und Arethusa

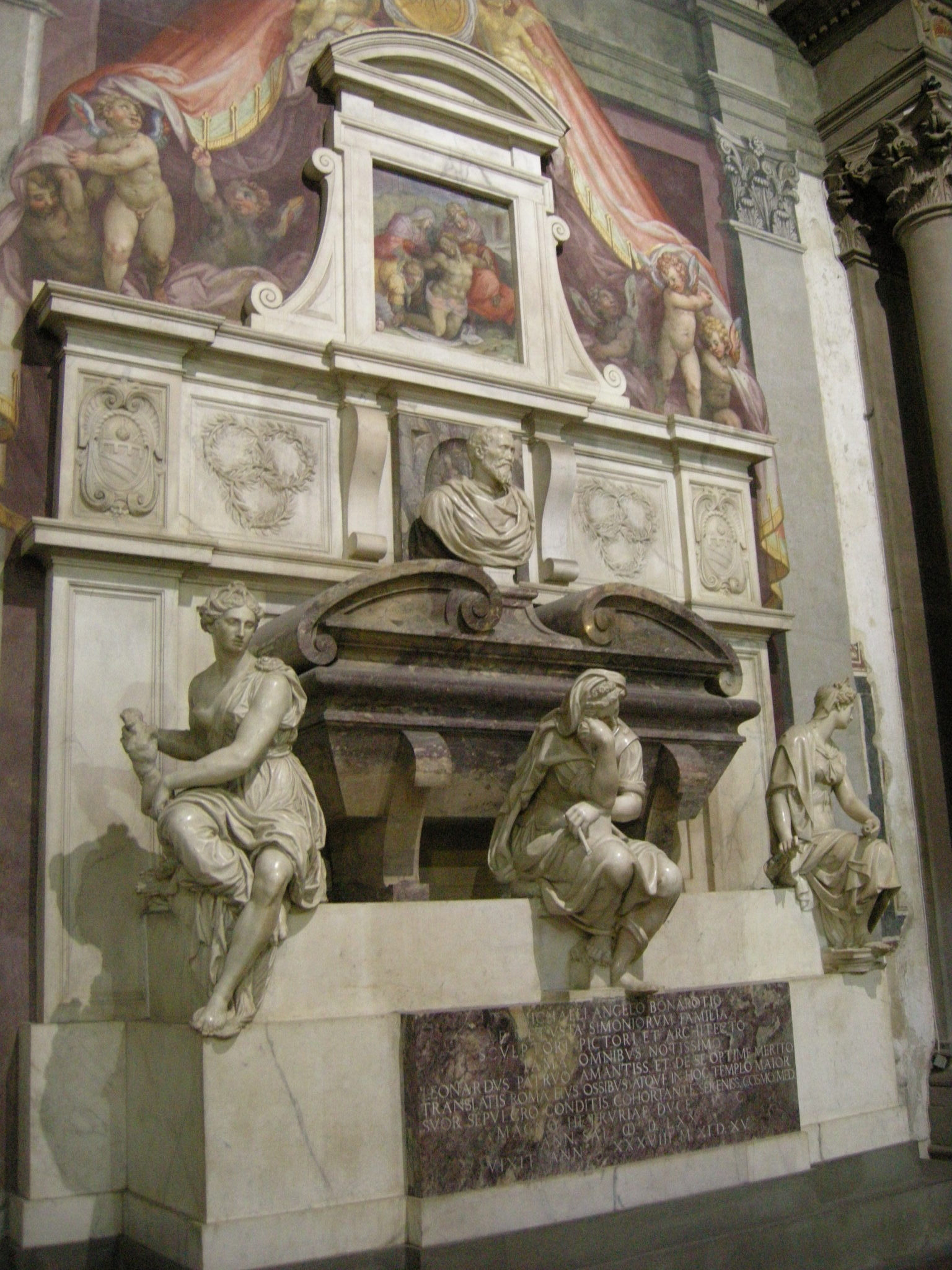
Grabmal Michelangelos, u. a. die Büste und linke Figur stammen von Lorenzi

Giovanni Battista Lorenzi (* 1527/28 in Settignano; † 7. Januar 1594 in Pisa), oder auch Battista (Giovanni del Cavaliere) Lorenzi, war ein italienischer Bildhauer und Künstler. Er wirkte hauptsächlich in Florenz. Daneben wirkte er auch in Pisa, wo ihm der Entwurf des Hauptleuchters des Doms zugeschrieben wird.

## Leben
Lorenzi wurde 1527 oder 1528 in dem Dorf Settignano nordöstlich von Florenz geboren. Er war ein Bruder von Andrea und ein Vetter von Gino di Antonio Lorenzi, letzterer war der Vater der Bildhauer Antonio und Stoldo Lorenzi. Um 1540 trat Giovanni Battista Lorenzi in die Werkstatt Baccio Bandinellis ein, dessen Schüler er wurde. Möglicherweise war er an dessen Arbeiten an einem Denkmal für Giovanni dalle Bande Nere und der Kathedrale von Florenz beteiligt. 1558/59 hielt er sich in Rom auf und arbeitete mit Vincenzo de’ Rossi an mehreren Aufträgen zusammen, unter anderem für eine Jünglings-Statue am Grab von Paul IV., die später zerstört wurde.
1563 schuf Lorenzi in Florenz eine Statue für die Accademia del disegno. Im Jahr darauf wurde er Mitglied der Akademie und übernahm dort bis 1975 verschiedene Ämter. 1565 erhielt er anlässlich der Hochzeit von Francesco I. de’ Medici mehrere Aufgaben wie die Anfertigung von Statuen der Götter Hymenaios, Arno und Donau. 1568 erteilte ihm der Malteser Alamanno Bandini den Auftrag für einen Brunnen mit Figuren von Alpheios und Arethusa, den dieser im Garten seiner Villa bei Florenz aufstellte. Einen weiteren Brunnen mit Triton-Figur schuf er für Cosimo I. de’ Medici.
Nach dem Tod von Michelangelo übernahm Lorenzi wesentliche Teile der Gestaltung seines Grabmals in der Santa Croce. Dazu fuhr er 1565 nach Carrara und wählte den Marmor aus, der zwei Jahre später in Florenz eintraf. Lorenzi und sein Gehilfe Romualdo d’Antonio Malaspina schufen die Marmorverblendung  und den Sarkophag, Lorenzi steuerte außerdem eine Porträtbüste von Michelangelo und eine Sitzfigur bei. 1572 waren die Arbeiten abgeschlossen. Lorenzi, der währenddessen in der ehemaligen Werkstatt Michelangelos in der Via Mozza gewohnt hatte, zog danach in die Via della Pergola.
Ab 1573 war Lorenzi zehn Jahre lang für Jacopo Salviati, einen Vetter von Cosimo I., tätig. Unter anderem schuf er ein Wappen der Salviati und einen aufwendigen Marmorbrunnen mit Perseus-Figur für die Gartenloggia des Palastes der Familie und beaufsichtigte weitere An- und Umbauten. Er restaurierte mit der Unterstützung von Gehilfen antike Skulpturen, die Salviati erworben hatte. Von 1574 bis 1579 unternahm er mehrmals Reisen nach Seravezza und Pisa, um Marmor zu kaufen. Er war zu dieser Zeit außerdem als Architekt und Bauleiter am neuen Sitz der Akademie im Konvent von Santa Maria degli Angeli zuständig.
Die letzten zehn Lebensjahre verbrachte Lorenzi überwiegend in Pisa. Nach dem Tod Stoldo Lorenzis wurde er dessen Testamentsvollstrecker und Treuhänder der hinterbliebenen Kinder und übernahm Ende 1583/Anfang 1584 wahrscheinlich dessen Arbeiten am Dom zu Pisa. Er war dort als Bildhauer und Architekt tätig. Im Juni 1584 entwarf er ein Modell für eine Lampe, die 1586 von dem Goldschmied Vincenzo Possanti ausgeführt und zu Weihnachten am Scheitel des Triumphbogen der Kathedrale angebracht wurde. Sie wurde als Lampada di Galileo bekannt, die der Legende nach Galileo Galilei zu seinen Studien über Pendelbewegungen inspirierte. Lorenzis Werkstatt führte mehrere Einbauten im südlichen und später nördlichen Querschiff des Doms aus, von Lorenzo selbst stammt eine Statur des Hl. Ephysius. 1588/89 hielt er sich wieder in Florenz auf, wo er an der Dekoration zur Hochzeit von Ferdinando I. de’ Medici beteiligt war und zwei Gesso-Statuen für den Dom schuf.
Giovanni Battista Lorenzi starb 1594 in Pisa und wurde in S. Marco begraben.

## Werke (Auswahl)
- Alpheus und Arethusa, 1568–1570, Skulptur, Marmor, 148,9 × 82,9 × 59,7 cm, 354.7129 kg, Metropolitan Museum of Art, ursprünglicher Standort: Brunnen der Villa Il Paradiso at Pian di Ripoli (Besitzer Alamanno Bandini) bei Florenz[3]
- Santa Croce, Seitenschiff: Grabmal Michelangelos (Entwurf von Giorgio Vasari); Aufbau des Grabmals, Kenotaph, Marmor-Porträtbüste von Michelangelo, Statue der Malerei links, ca. 1568
- Dom zu Pisa, Querschiff (Cappella di S. Ranieri): Nische mit Statue des Hl. Ephysius (1592), Entwurf eines Messingleuchters mit Bronzefigur (Lampada di Galileo; ausgeführt 1584 von Vincenzo Possanti)[4]
- Perseus, 1574–1578, Brunnenfigur, Marmor, Palazzo Nonfinito in Florenz, ursprünglicher Standort: Loggia im Garten hinter dem Palazzo Salviati in Corso dei Barberi
- Triton, Brunnenfigur auf drei Delphinen sitzend, in eine Meerschnecke blasend, um 1574, Marmor, 2,03 m ohne Basis, Museo Archeologico Nazionale in Palermo
- Hl. Minias 1588/89, Gesso, Dom zu Florenz, Inneres der Domkuppel
- Hl. Antoninus 1588/89, Gesso, Dom zu Florenz, Inneres der Domkuppel